# Diode Schottky
Diode Schottky là một loại diode bán dẫn với một điện áp rơi phân cực thuận thấp và ngắt rất nhanh. Nó được đặt tên theo nhà vật lý người Đức Walter H. Schottky.
Khi phân cực thuận thì trên diode bán dẫn có điện áp rơi, như diode bằng silic là 0,6 - 0,7 volt. Trong khi đó điện áp rơi thuận của diode Schottky là 0,15 - 0,45 volt. Điện áp rơi thấp cho phép tốc độ chuyển mạch cao hơn và tổn hao năng lượng thấp hơn.

Cấu trúc diode Schottky 1. MESH, 2. Passivated, 3. Offset-junction, 4. Hybrid

## Nguyên lý hoạt động
Diode Schottky không có tiếp giáp p-n, mà là tiếp giáp kim loại-bán dẫn. Bề mặt tiếp xúc giữa kim loại và bán dẫn được gọi là tiếp xúc Schottky, và ở đây xuất hiện rào cản thế năng gọi là hàng rào Schottky, tác động như tiếp giáp p-n. Các vật liệu chọn lọc được pha tạp để trên bề mặt chất bán dẫn xuất hiện vùng làm nghèo, trong khi phần kim loại thể hiện là tiếp xúc ohmic.
Kim loại điển hình được sử dụng là molybden, bạch kim, crom, tungsten, và các silicide nhất định như silicide palladi và silicide bạch kim, làm việc với silic n-type.

## Ứng dụng
Diode Schottky được sử dụng nhiều trong các mạch điện tử.